# Air Kasaï
Air Kasaï —  пассажирская и грузовая авиакомпания Демократической Республики Конго. Начала деятельность в 1983 году. Авиакомпания обслуживает направления со своей базы в аэропорту Н’Доло в Киншасе. Является одним из лидеров авиаперевозок в ДРК, особенно в аэропортах с грунтовым покрытием взлетно-посадочных полос.

## Направления
Air Kasaï обслуживает следующие направления (по состоянию на 2020 г.):
| Город     | Страна                           | Регион             | Аэропорт  |
| --------- | -------------------------------- | ------------------ | --------- |
| Киншаса   | Демократическая Республика Конго | Центральная Африка | Н’Доло    |
| Киншаса   | Демократическая Республика Конго | Центральная Африка | Н’джили   |
| Инонго    | Демократическая Республика Конго | Центральная Африка | Инонго    |
| Лоджа     | Демократическая Республика Конго | Центральная Африка | Лоджа     |
| Чумбе     | Демократическая Республика Конго | Центральная Африка | Чумбе     |
| Бумба     | Демократическая Республика Конго | Центральная Африка | Бумба     |
| Лисала    | Демократическая Республика Конго | Центральная Африка | Лисала    |
| Боэнде    | Демократическая Республика Конго | Центральная Африка | Боэнде    |
| Чикапа    | Демократическая Республика Конго | Центральная Африка | Чикапа    |
| Мбандака  | Демократическая Республика Конго | Центральная Африка | Мбандака  |
| Гбадолите | Демократическая Республика Конго | Центральная Африка | Гбадолите |

## Флот

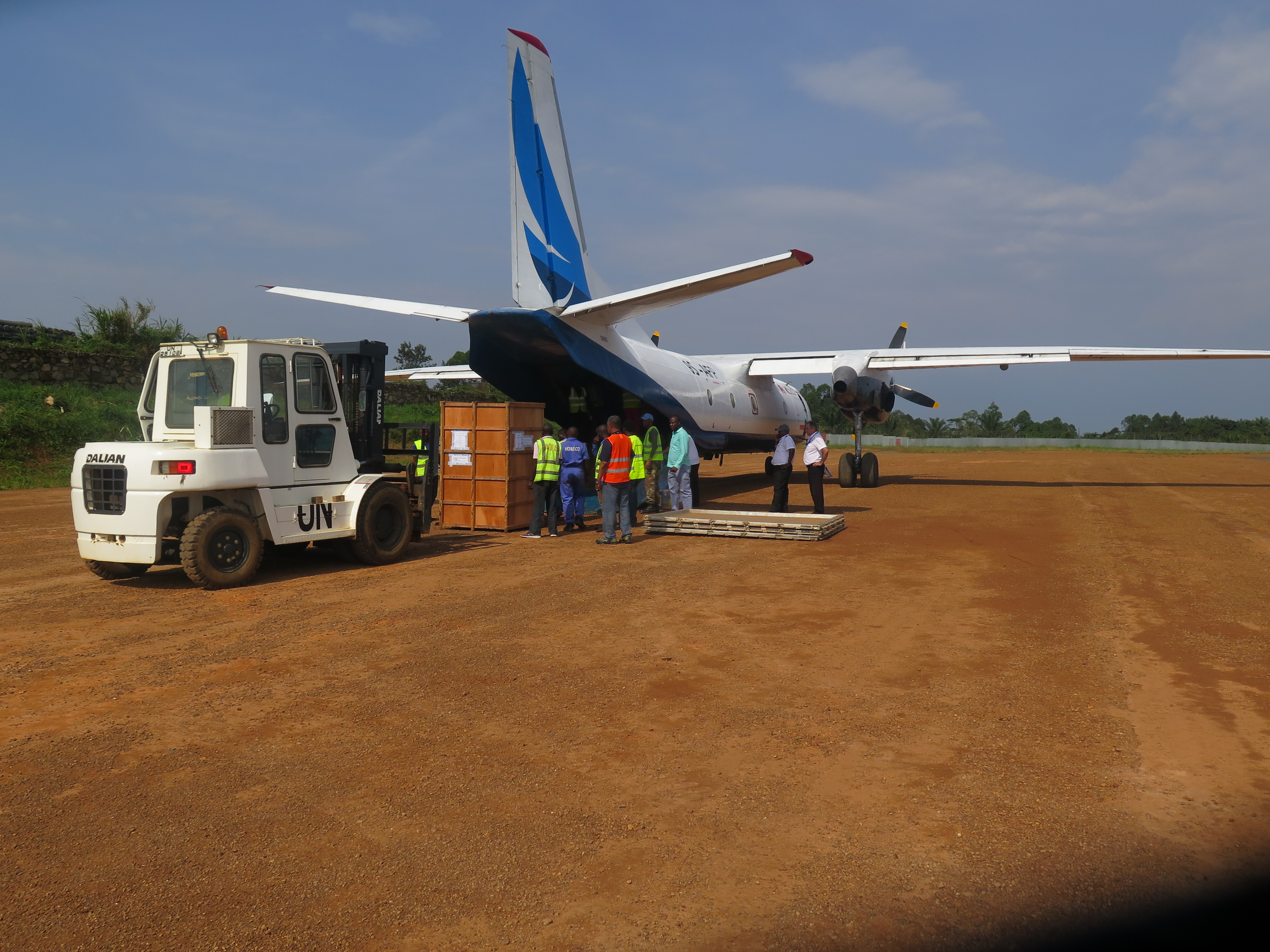
Ан-26 авиакомпании Air Kasaï

Флот компании состоит из 4 самолетов (по состоянию на 2020 г.):